# Кућа Дуде Бошковића
Кућа Дуде Бошковића у Панчеву, подигнута је у другој половини 19. века и представља непокретно културно добро као споменик културе.
Кућа је била власништво познатног панчевачког адвоката Дуде Бошковића и у њој се налазила његова канцеларија. Зграда је спратни објекат са подрумом и таваном, атријумског типа, са затвореним правоугаоним двориштем. Дуж већег спратног дела фасаде из дворишта пружа се комуникациони балкон. На источној страни балкон прераста у веранду. Балконска ограда је од ливеног гвожђа и декоративно је обрађена. Обрада уличне фасаде изведена је у стилу класицизма. 
Поред архитектонско-стилских и историјских вредности, као вредан пример градске куће стамбене намене, овај споменик културе има и значајне амбијенталне вредности. Налази се у непосредној близини Успенске цркве и саставни је део градитељског наслеђа које чини приступ цркви и доприноси валоризацији историјског језгра града.